# توما (تانسیلا)
توما شهری در شهرستان تانسیلا در استان بانوا در بورکینافاسوی غربی است و جمعیت آن ۱٬۴۵۹ نفر است.